# Île du Port
Île du Port jedan je od otoka u otočju Kerguelen u južnom Indijskom oceanu, smješten u Golfe des Baleiniers na sjevernoj obali Grande Terre, glavnog otoka u otočju.
To je četvrti najveći otok u arhipelagu, s površinom od 43 km2. Najviša točka je neaktivni vulkan K13, na 340 m/nm.